# Герб комуни Шиннскаттеберг
Герб комуни Шиннскаттеберг (швед. Skinnskattebergs kommunvapen) — символ шведської адміністративно-територіальної одиниці місцевого самоврядування комуни Шиннскаттеберг.

## Історія
Герб ландскомуни Шиннскаттеберг отримав королівське затвердження 1953 року.   
Після адміністративно-територіальної реформи, проведеної в Швеції на початку 1970-х років, муніципальні герби стали використовуватися лишень комунами. Цей герб був 1971 року перебраний для нової комуни Шиннскаттеберг.
Герб комуни офіційно зареєстровано 1974 року.

## Опис (блазон)
У срібному полі скошені навхрест червоні гірничі молотки.

## Зміст
Сюжет герба відомий ще з печатки бергслагена Шиннскаттеберг з 1633 року. Підкреслює промислові особливості комуни.